# Lepidium boelckeanum
Lepidium boelckeanum är en korsblommig växtart som beskrevs av A. Prina. Lepidium boelckeanum ingår i släktet krassingar, och familjen korsblommiga växter. Inga underarter finns listade i Catalogue of Life.